# Plan Solomona
Plan Solomona, plan czterogrupowy Solomona – plan eksperymentalny składający się z dwóch grup eksperymentalnych i dwóch kontrolnych. Jedna grupa eksperymentalna i jedna kontrolna badane są prestestem i posttestem, natomiast pozostałe jedynie posttestem. Główną zaletą planu Solomona jest możliwość kontroli wpływu pretestu na zmienną zależną.

## Schemat badania
Pierwszym etapem badania według planu czterogrupowego jest przeprowadzenie w pierwszej grupie eksperymentalnej (grupa 1) i pierwszej grupie kontrolnej (grupa 2) pretestu badającego zmienną zależną X. Następnie obie grupy eksperymentalne (grupy 1 i 3) poddaje się wpływowi bodźca eksperymentalnego, a obie grupy kontrolne (grupa 2, grupa 4) pozostawia bez zmian lub wprowadza się placebo. Ostatnim etapem jest przeprowadzenie posttestu zmiennej zależnej X we wszystkich grupach.

## Analiza wyników
Aby wykonać elementarną analizę badania i potwierdzić hipotezę badawczą należy wykonać następujące porównania (znak > można zastąpić < w zależności od kierunku przewidywanej zależności):
posttest w grupie 1 > posttest w grupie 2,
posttest w grupie 3 > posttest w grupie 4,
pretest w grupie 1 = pretest w grupie 2.
(posttest w grupie 1 – pretest w grupie 1) > (prosttest w grupie 2 – pretest w grupie 2)
Kontrola efektu pretestu:
posttest w grupie 1 = posttest w grupie 3,
posttest w grupie 2 = posttest w grupie 4.
Dodatkowo dla udowodnienia, że w grupach kontrolnych nie zachodzą celowe zmiany (jeśli to zakładała hipoteza):
posttest w grupie 4 = pretest w grupie 1,
posttest w grupie 4 = pretest w grupie 2.
Współcześnie stosuje się również bardziej zaawansowaną analizę wyników, na przykład przy użyciu analizy wariancji (ANOVA) czy analizy kowariancji (ANCOVA).

## Zastosowanie
Plan Solomona znajduje zastosowanie w naukach społecznych i medycznych. Przykładem jego użycia może być badanie Michaela J. Robinsona z 1976, które mierzyło wpływ efektu oddziaływania programu telewizyjnego (The Selling of The Pentagon) na opinie dotyczące wojska, zaufania do mediów i administracji. Plan Solomona dobrze sprawdza się właśnie w badaniach postaw, a także wszędzie tam, gdzie zachodzi możliwość uwrażliwienia badanych (mierzeniu efektywności psychoterapii, badaniach nad edukacją). Zastosowanie klasycznego planu eksperymentalnego nie pozwala kontrolować wpływu wykonania pretestu na mierzone postawy. W efekcie zaobserwowana zmiana postawy może być nie tyle wynikiem zastosowanej procedury eksperymentalnej (np. prezentacji filmu), co artefaktem pochodzącym z uwrażliwienia badanych poprzez użycie narzędzia pomiaru (np. kwestionariusza).

## Twórcy
Model planu czterogrupowego zaproponował Richard L. Solomon w 1949, stąd jego nazwa. Model ten, a przede wszystkim metody jego analizy były ulepszane przez innych badaczy.